# NA9910º
NA9910º è un album del gruppo musicale rap italiano 99 Posse. Pubblicato nel 2001, è l'ultimo disco della posse napoletana prima dello scioglimento del gruppo, riformatosi poi il 18 luglio 2009.

## Descrizione
Nel primo CD sono contenuti due inediti, otto live registrati in diversi concerti in Italia e tre brani in versione originale. Nel secondo CD sono contenuti quindici remix di altrettanti brani del gruppo. Esistono due versioni del brano Amerika.

## Tracce
CD 1
1. Amerika
2. Stop that train
3. Vulesse (Live Mesagne 12 settembre 2000)
4. Corto circuito (Live Panicarola 5 agosto 2001)
5. Non c'è tempo (Live Pisa 11 luglio 2001)
6. Medley ragga (Live Torino 17 luglio 2001)
7. Odio/Rappresaglia (Live Savona 26 luglio 2001)
8. Curre curre guagliò (Live Genova 18 luglio 2001)
9. Rigurgito antifascista (Live Napoli 1992)
10. Rigurgito antifascista reprise (Live Napoli 1992)
11. Rafaniello
12. Salario garantito (Versione originale 1992)
13. S'addà appiccià (Versione originale 1994)

CD 2
1. Facendo la storia (remixed by Zion Train)
2. L'anguilla (reconstructed by DJ Vadim)
3. Buongiorno (remixed by Andy Hughes)
4. Povera mia vita (The Waveshapers Spazio1999 Remix)
5. La gatta mammona (remixed by Retina.it)
6. Cildren ov Babilon (remixed by Mad Professor)
7. No way (remixed by Zion Train)
8. All'antimafia (remixed by Sygo)
9. Fujakkà (remixed by Brain Wave)
10. Sub (Polina Rmx)
11. Quello che (remixed by B.)
12. Me siente (secondo RadioGladio)
13. Sfumature (Modarte Rmx)
14. Comincia adesso (Pesissimo Rock Rmx)
15. Ripetutamente (remixed by Undertakers)

All'interno del CD1 le tracce 3 e 4 sono scambiate rispetto a quanto indicato nel libretto.